# هنري فيليب تابان
هنري فيليب تابان (بالإنجليزية: Henry Philip Tappan)‏ هو فيلسوف أمريكي، ولد في 18 أبريل 1805 في قرية رينبك في الولايات المتحدة، وتوفي في 15 نوفمبر 1881 في فيفي في سويسرا.